# Кришталевий край
«Кришталевий край» — науково-фантастичний роман українського письменника Дмитра Бузька. Написаний у 1934 році, вперше виданий у 1935 році.
У романі йдеться про німецького винахідника, що вигадав простий спосіб створення скла, здатного замінити залізо. Його винахід не оцінили на батьківщині і тоді він емігрує до Радянського Союзу, де завдяки диво-склу будується утопія.

## Сюжет
Фріц Грубер, геніальний вчений-хімік з фашистської Німеччини, винаходить рецепт надміцного скла, яке можна створювати без застосування високих температур. Він розповідає про це своїй нареченій Маргариті, але вона не оцінює винаходу. Він показує винахід власнику заводу Шварцбергу, проте той відмовляється від виробництва скла за методом Фріца, бо в країні економічна криза і на скло немає попиту. Винахідник звертається до робітників меншого заводу, де переймає ідею, що винахід гідно оцінять у Радянському Союзі. Він створює пробні вироби зі скла, що не поступаються залізним, але це не рятує завод від закриття. Шварцберг, побоюючись конкуренції, влаштовує змову проти Фріца, якого визнають божевільним.
Згодом Фріцу вдається втекти завдяки несправному замку в палаті психлікарні. Він прощається з Маргаритою та вирушає в потязі до Радянського Союзу. Він знайомиться з донькою склодува, Валею Ковальовою, та розповідає їй свою історію. Валя переказує її парткому Діденку. Завдяки цьому ідеєю Фіца цікавляться фахівці, але вчений не взяв із собою записів.
Поступово Фріц відтворює свої напрацювання. Радянський Союз використовує надміцне скло передусім для створення літаків і танків, майже невидимих завдяки заломленню світла в скляній броні. Шварцберг дізнається про це та відряджає Маргариту до Радянського Союзу, щоб вона знайшла Фріца. Та потім, побоюючись, що це вкаже на нього, Шварцберг наказує своїм агентам убити її.
Валя використовує скло для свого винаходу — «електричних очей», своєрідних камер спостереження. Під час тестування винаходу в поле зору випадково потрапляє сцена замаху на Маргариту. Валя викликає міліцію, одного з нападників убивають, іншого заарештовують.
Скло отримує дедалі більше застосувань, з нього роблять дороги та будинки. В Приараллі завдяки новим шляхам вдалося закріпити піски і виростити сади на місці колишніх пустель. Фріц і Валя відвідують новий завод у збудованому в колишній пустелі місті.

## Художні особливості
В художньому плані роман є типовим для радянської виробничої фантастики 1920-х-1930-х років. Персонажі розкриті поверхово, їх представлено соціальними ярликами: «великий буржуа», «дрібний буржуа», «вчений-романтик». Сюжет розвивається стрибкоподібно, з розлогими описами технологій і малою увагою до психологічних деталей персонажів. Стиль викладу зближує твір Бузька з «Червоною зорею» (1908) Олександра Богданова і «Сонячною машиною» (1928) Володимира Винниченка.
В романі присутня пропаганда сталінізму зі шпигуноманією та піднесеними згадками Сталіна. Автор гротескно описує побут щасливих колгоспників, яким побудували надійні дороги з надміцного скла.
Схематично описуючи технічні нововведення, автор не згадує про вплив нової технології на суспільство. «Кришталевий край» було збудовано лише на території СРСР. Характерно, що першими з диво-скла почали виготовляти в промислових масштабах танки і літаки-винищувачі.

## Інше
Винайденню надміцного скла присвячена повість українського письменника-фантаста Миколи Дашкієва «Кришталеві дороги». Схожість основних сюжетних ліній обох творів допускає можливість часткового запозичення Дашкієвим сюжету роману Бузька.

## Видання
1. Бузько Д. Кришталевий край. — К.: Держвидавлегпром, 1935. — 190 с.
2. Бузько Д. Кришталевий край. — К.: Молодь, 1959. — 140 с. (Бібліотека пригод та наукової фантастики).
3. Бузько Д. Кришталевий край // Бузько Д. Вибране. — К.: Молодь, 1971. — С. 178—296.

### Російські переклади
1. Бузько Д. Хрустальный край. — Х.: Державне літературне видавництво, 1935. — 196 с.
2. Бузько Д. Хрустальная страна. — М.: [КЛФ «Внеземной Центр»]. — 168 с. (Библиотека приключений и научной фантастики (ВЦ))